# Erika Sulzer-Kleinemeier
Erika Sulzer-Kleinemeier (* 1935 in Rostock) ist eine deutsche Fotografin und Journalistin.

## Leben
Erika Sulzer-Kleinemeier studierte ab 1955 Fotografik und Malerei bei HAP Grieshaber und Robert Ruthardt an der Akademie der Bildenden Künste Karlsruhe.
Seit den 1960er Jahren arbeitet sie als freie Fotografin und veröffentlicht ihre Arbeiten in zahlreichen Zeitschriften und Magazinen. Sie wohnte mit ihrem Mann und ihren zwei Söhnen in Düsseldorf, Frankfurt und London. 1976 kehrte die Familie nach Deutschland zurück. Sulzer-Kleinemeier lebt und arbeitet seitdem in Gleisweiler in der Pfalz. Zu ihrer Tätigkeit als Bildjournalistin fungiert sie als Vorsitzende der Stiftung Simonshof.

## Fotografie
In ihrer inzwischen über 40-jährigen Tätigkeit als Bildjournalistin zeichnete sich Sulzer-Kleinemeier als genaue Beobachterin ihrer Umgebung und der deutschen Nachkriegsentwicklung aus. Ihr intimer Blick auf die Mächtigen des Landes, ebenso wie auf die unbekannten Menschen auf der Straße, bewegten die Betrachter in zahlreichen Ausstellungen, ebenso wie in Buchveröffentlichungen und unzähligen Publikationen in Zeitschriften, wie u. a. national Der Spiegel, Stern, Die Zeit, Frankfurter Rundschau, Rheinischer Merkur, die tageszeitung, oder international in der Washington Post, dem Daily Telegraph und dem Telegraph Magazine. Das Spektrum ihrer Fotografien reicht von den Protesten der 1968er über Sozial-Reportagen, Dokumentationen von Protesten gegen die Pershing-II Raketen in Mutlangen bis hin zu Spuren des jüdischen Lebens und großformatigen Panorama-Landschaften in der Pfalz.

## Stiftung Simonshof
2001 gründete Erika Sulzer-Kleinemeier gemeinsam mit ihrem Mann, dem Architekten und Autor Peter Sulzer, die Stiftung Simonshof, welche sich die Förderung von Kunst, Kultur, Bildung und der deutsch-französischen Zusammenarbeit zum Auftrag gemacht hat und in Einheit mit einem Museum für Gestaltung ihren Sitz im südpfälzischen Gleisweiler hat. Die Stiftung wurde in Erinnerung an den Sohn des Paares, den Designer Friedrich Sulzer (1962–2000), gegründet und ist eine rechtsfähige öffentliche Stiftung des bürgerlichen Rechts und bietet Ausstellungen, Seminare und Workshops an.

## Auszeichnungen
2017 erhielt Erika Sulzer-Kleinemeier „für ihre besonderen Verdienste um die Gesellschaft“ die Verdienstmedaille des Landes Rheinland-Pfalz: „Als Fotojournalistin für zahlreiche namhafte Medien habe sie die deutsche Nachkriegsentwicklung mehr als 2 Millionen Mal festgehalten und mit ihrem Schaffen Meilensteine politischer und gesellschaftlicher Strömungen dokumentiert.“

## Bibliografie (Auswahl)
- Eine Kamera für den Frieden – Fotografien 1960 bis 2015. Erika Sulzer-Kleinemeier Ausstellung im Theodor-Zink-Museum/Wadgasserhof 25. Juli 2015 bis 3. Januar 2016. Schriften des Theodor-Zink-Museums, Band 30, ISBN 978-3-936036-39-8
- Fotografien 1967 bis 2007, Frankfurt, M. : Stroemfeld, 2007, 1. Aufl.
- Jüdischer Friedhof Grünstadt, Grünstadt. - Grünstadt : Stadtverwaltung, 2004
- Holzleichtbau, Stuttgart : Inst. für Baukonstruktion, Lehrstuhl 1 für Baukonstruktion und Entwerfen, 1990, 1. Aufl.
- Speyer-Leningrad über Brest-Minsk-Moskau, Neustadt : Verl. Pfälz. Post, 1987
- Jean Prouve. The Complete Works 1917–1933 (1923–1933), J. Prouvé, P. Sulzer, E. Sulzer-Kleinemeier, Wasmuth Verlag; 1995
- Jean Prouve – Highlights 1917–1944, P. Sulzer, E. Sulzer-Kleinemeier, Birkhäuser Verlag; 2002

## Einzelausstellungen (Auswahl)
- 1972: Öffentliche Plakataktion über die Lebens- und Arbeitssituation der Gastarbeiter in Frankfurt unter dem Titel »Malochen für Deutschland«[4]
- 1999: Augenblicke des Zeitgeschehens, Kunstverein Wolfsburg[5]
- 2004: Gastarbeiter. Fotografien 1969–1972, Historisches Museum Frankfurt[6]
- 2006: Erika Sulzer-Kleinemeier, Fotografie, Ursula Blickle Stiftung[7]
- 2007: Fotografien 1967–2003, Freelens Galerie Hamburg
- 2007: Fotografien 1967–2003, Landesvertretung Rheinland-Pfalz in Berlin
- 2011: „Was  war  und  ist  –  Fotografie  als  kollektives  Gedächtnis“, Städtische Galerie Offenburg[1]
- 2015/2016: „… im Bündel des ewigen Lebens“ – Fotos jüdischer Friedhöfe, Pfalzbibliothek Kaiserslautern[8]
- 2016: Eine Kamera für den Frieden, Stadtmuseum Kaiserslautern[9]

## Gruppenausstellungen (Auswahl)
- 2003: Öffentlich Privat. Das Bild des Privaten in der deutschen Nachkriegsfotografie, Galerie für Zeitgenössische Kunst Leipzig
- 2004: Wirklich wahr! Realitätsversprechen von Fotografien, Ruhr Museum in der Kohlenwäsche
- 2008: 1968 – International, Willy-Brandt-Haus Berlin
- 2008: Die 68er: kurzer Sommer – lange Wirkung, Historisches Museum, Frankfurt am Main[10]
- 2007/2008: Wanderausstellung zum 20. Jahrestag des Vertrags über den Abzug von Mittelstreckenraketen (INF) der Friedenswerkstatt Mutlangen[11]
- 2016 und 2020: Späte Bauten in der Pfalz, Stiftung Simonshof, Gleisweiler[12]